# Grup no-abelià
En matemàtiques, un grup no-abelià, també anomenat grup no-commutatiu, és un grup (G,∗) en el qual hi ha com a mínim dos elements a i b de G tal que a ∗ b ≠ b ∗ a. El terme no-abelià s'empra per oposició als grups abelians (desenvolupats pel matemàtic noruec Niels H. Abel), on tots els elements del grup commuten.
Els grups non-abelians són típics en matemàtiques i física. Un dels exemples més senzills és el grup del díedre d'ordre 6, que és el més petit grup no-abelià finit. Un exemple comú en físiques és el grup de rotacions en tres dimensions SO(3) (fer una rotació de quelcom 90 graus a la teva esquerra i després 90 graus a la dreta no és el mateix que fer les rotacions en l'ordre invers).
Tant els grups discrets com els grups continus poden ser no-abelians. La majoria dels grups de Lie interessants són no-abelians, i aquests juguen una paper important, per exemple, dins les teoria de gauge en física de partícules (en particular en la cromodinàmica quàntica i en la teoria electrofeble).